# Tegicornia
Tegicornia é um género botânico pertencente à família Amaranthaceae.
1. ↑  «Tegicornia — World Flora Online». www.worldfloraonline.org. Consultado em 19 de agosto de 2020